# Steenspil

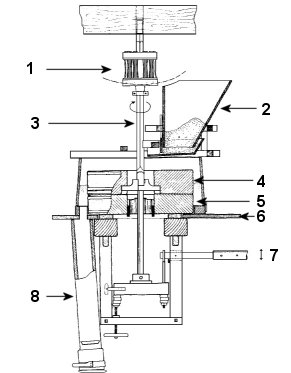

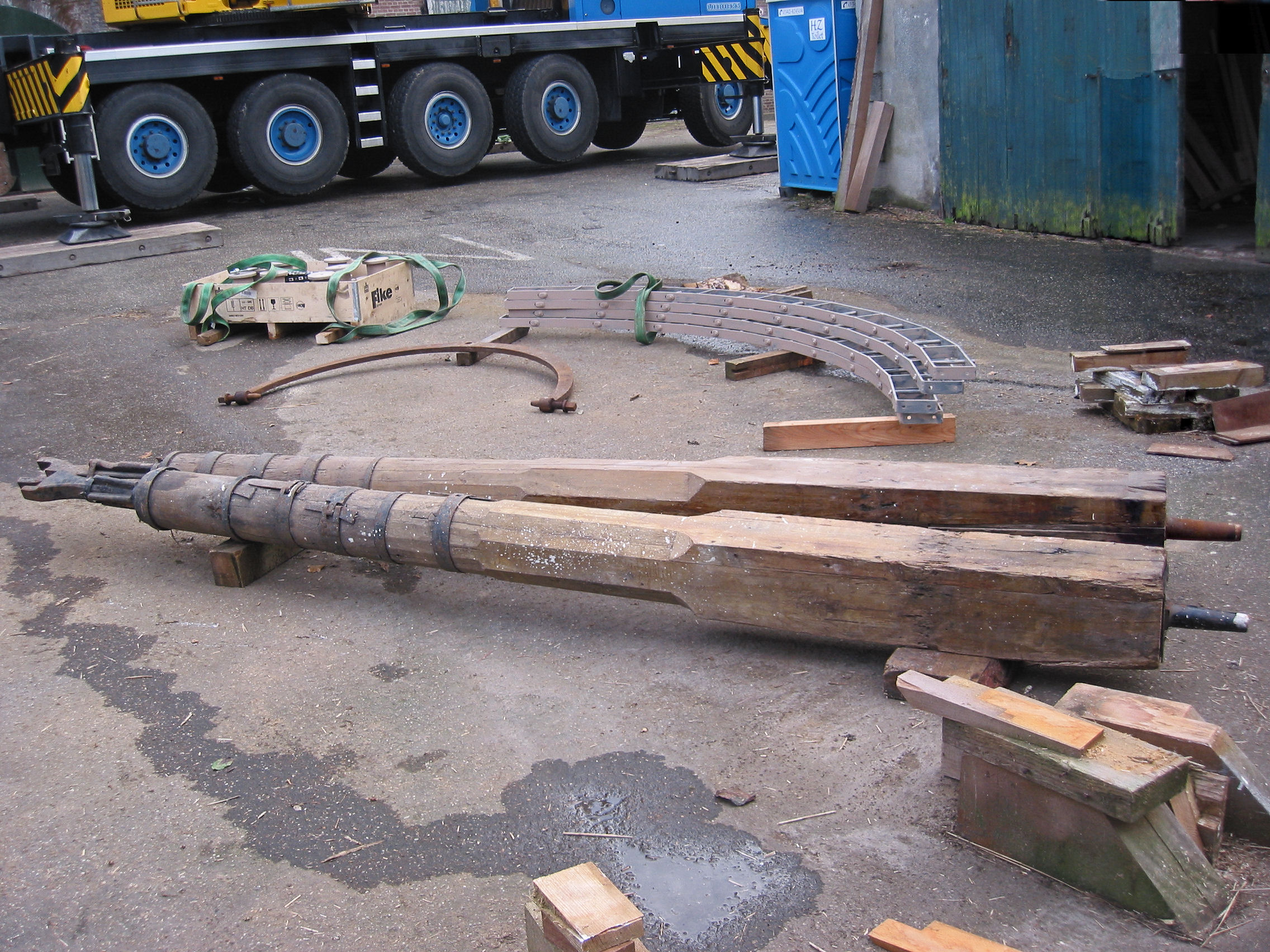
Houten steenspil met een tap- en klauwijzer

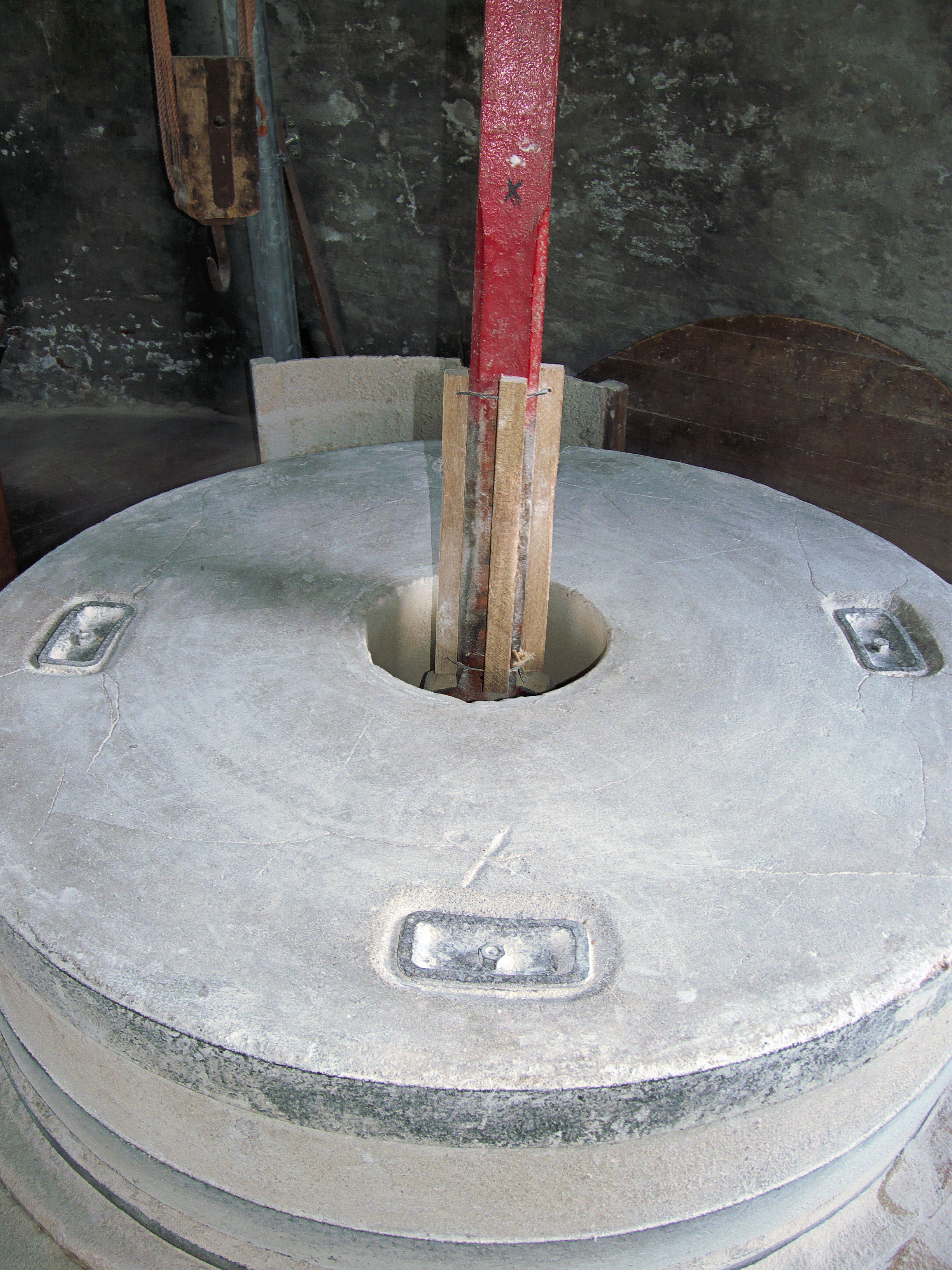
Pasmerk op molensteen en steenspil tegenover elkaar

De steenspil, zuidelijk van de grote rivieren staakijzer genoemd, is een onderdeel van een koppel maalstenen en kan bestaan uit een doorlopende, ijzeren as, het staakijzer, met houten bekleding of uit hout met een tap- en klauwijzer. Bovenaan de steenspil zit het rondsel, dat door het spoorwiel van de molen wordt aangedreven. De tap van de steenspil is met twee neuten gelagerd in de ijzerbalk. De neuten zijn meestal van pokhout, maar ook komt het voor dat de drukneut van brons is. De spil zorgt ervoor dat de loper (bovenste molensteen), die op de rijn ligt, wordt rondgedraaid en drijft eveneens de schuddebak (toevoerapparaat voor het maalgoed) aan.
De steenspil met doorlopende ijzeren as bestaat uit:
- het tapeinde
- hout met ijzeren banden
- het staak- of klauwijzer
- de klauw, die in de rijn grijpt
- (vaak) klapspanen, twee of vier houten latjes voor het bewegen van de schuddebak, van waaruit het graan tussen de stenen, in het kropgat, geschud wordt.